# كاني سيران (بهي دهبكري)
کاني سیران (بالفارسية: کانی‌سیران) هي قرية تقع في إيران في قسم بهي دهبکري الريفي. يقدر عدد سكانها بـ 140 نسمة بحسب إحصاء 2016.